# Dampiera tomentosa
Dampiera tomentosa är en tvåhjärtbladig växtart som beskrevs av Kurt Krause. Dampiera tomentosa ingår i släktet Dampiera, och familjen Goodeniaceae. Inga underarter finns listade i Catalogue of Life.